# Pierre Victor Auger
Pierre Victor Auger [pjèr viktòr ožé], francoski fizik in popularizator znanosti, * 4. maj 1899, Pariz, Francija, † 25. december 1993, Pariz.
Auger je deloval na področju atomske in jedrske fizike ter fizike kozmičnih žarkov.

## Življenje in delo
Leta 1919 je začel študirati biologijo na École Normale Supérieure. Doktoriral je iz fizike (fotoelektrični pojav) leta 1926 na École Normale Supérieure pod Perrinovim mentorstvom. Leta 1937 je postal profesor na Univerzi v Parizu. Med letoma 1941 in 1945 je delal v ZDA, Kanadi in Združenem kraljestvu.
Leta 1925 je pri proučevanju Wilsonove meglične celice odkril Augerov pojav, v katerem vzbujeni atom pri prehodu v nižje energetsko stanje odda elektron. Pojav je pred njim leta 1923 odkrila Lise Meitner. V letu 1938 je natančno raziskal 'zračne pljuske', kaskado delcev, ki so jih ustvarili kozmični žarki pri vstopu v ozračje. Danes jih imenujejo Augerovi pljuski. Ocenil je da mora biti energija prihajajočega delca, ki tvori zračne pljuske, vsaj 1015 elektronvoltov (eV) = 106 delcev od 108 eV (kritična energija v zraku) in za faktor deset večja od energijske izgube pri prehodu skozi ozračje
Bil je predstojnik stolice za teoretično fiziko in nebesno mehaniko Fakultete za znanost v Parizu.
Izdal je tudi pesniška dela.

## Priznanja
Poimenovanja
Po njem se imenuje Observatorij Pierrea Augera, največji detektor kozmičnih žarkov v Malargüeu v argentinski provinci Mendoza.